# Thomas-acélgyártás

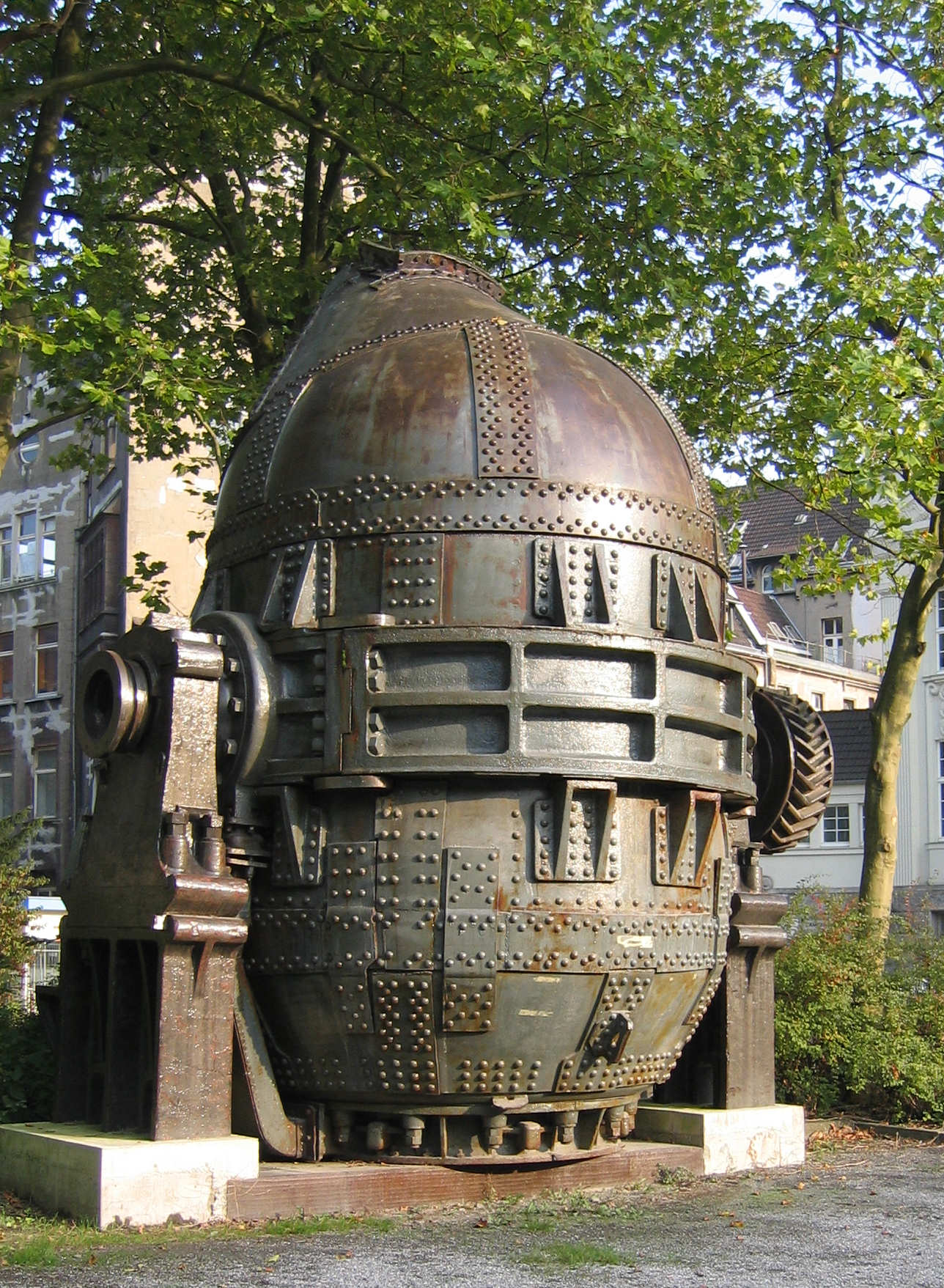
Kiállított Thomas-konverter (magassága 7 méter, tömege 64 tonna)

A Thomas-féle acélgyártási módszer Sidney Gilchrist Thomas angol feltalálóról kapta a nevét, aki 1878-ban szabadalmaztatta eljárását.
Az 1855-ben feltalált Bessemer-féle szélfrissítéses acélgyártás konverterének savas bélése nem tette lehetővé a nyersvas foszfortartalmának eltávolítását, elsalakosítását. A konverterezéshez ezért csak foszforban szegény nyersvasat lehetett használni, pedig Európában, főleg Németországban szinte csak foszforban dús ércekből gyártották a nyersvasat. A problémát több mint húsz éven át sem sikerült megoldani. Közben, a 19. század közepétől egyre erőteljesebben terjedt az új acélgyártási eljárás, a Siemens–Martin-acélgyártás. Ez a tény egyáltalán nem zavarta Thomast, aki azt tűzte ki céljául, hogy olyan módszert fejleszt ki, amivel a Bessemer-acél foszfortartalmát el lehet távolítani. Unokatestvérével, Percy Gilchristtel együtt kísérleteket végzett a walesi Blaenavon vasművében. Módszerének az volt a lényege, hogy a konverter tűzálló bélését bázikusra változtatta, ami lehetővé tette a foszfor elsalakosítását. Thomas a szabadalmát 1878-ban – huszonnyolc éves korában – jelentette be, majd 1879-ben újabb szabadalmat nyújtott be bázisos acélgyártásának mészpótlékára és az utánfúvatás műveletére, amivel teljessé vált a Thomas-acélgyártás leírása.
A Thomas-módszer konvertere és a gyártás folyamata a Bessemer-eljáráséhoz hasonló. Az alapvető különbség az, hogy a konverter falazata eleinte zsugorított dolomitból, a későbbiekben magnezit és dolomit tűzálló téglákból készült, mert ezek tartósabbak voltak. A Thomas-konvertert a gyártás kezdetén vízszintes helyzetbe állították, és a gyártás első lépéseként a nyersvas mennyiségének mintegy 15%-át kitevő meszet adagoltak bele, ezt követte a nyersvas betét beöntése. A konvertert függőleges helyzetbe hozva kezdődött a levegőfúvatás. Az eljárás szempontjából fontos elemek, a szilícium, a mangán és a szén kiégése a bessemerezéshez hasonlóan megy végbe. A 14–15 perc után visszaeső láng jelezte a karbonkiégés végét. Ezután alkalmazták az ún. utánfúvatást, amikor a foszfor oxidálódott, amit a konverter száján kiáramló sűrű, barna füstgáz jelzett. A próbavétel eredményétől függően megtörtént a csapolás, majd a kokillákba öntés. Az adagidő az utánfúvatás miatt valamivel hosszabb a Bessemer-módszerétől. A korszerű Thomas-acélművekben az acél nitrogéntartalmának csökkentése céljából oxigénnel dúsított fúvólevegőt használtak. A foszfortalanítás annyira hatékony volt, hogy a Thomas-salakot és a falazatot megőrölve foszforműtrágyaként forgalmazták.
A többlépcsős kémiai folyamatok egyesített reakcióegyenlete:
2 P + 5 FeO + 4 CaO → (4 CaO)·P2O5 + 5 Fe.
A Thomas-eljárás az 1880-as évektől kezdett terjedni, elsősorban természetesen a foszforban dús nyersvasat gyártó területeken. A csúcspontját 1910 körül érte el, majd fokozatosan csökkent a részesedése. Magyarországon a Thomas-eljárást először az 1880-ban, Diósgyőrben telepített Bessemer-acélműben alkalmazták, ahol az előrelátó tervezés révén a Thomas-módszer szerint is lehetett dolgozni. Salgótarján 1885-ben vásárolta meg a Thomas-szabadalmat, és három konverteres acélművet épített. A konvertereket 1914-ben, illetve 1904-ben állították le.